# Livre du Ballet
Ein Livre du Ballet (auch Livret) war in Frankreich im 17. und 18. Jahrhundert das gedruckte Programm zu einer Ballett-Vorstellung oder Ballettkomödie. Auch das Libretto der – zunächst italienischen – Opern erhielt die Bezeichnung livret und nannte die Namen der Handelnden.
Das Livret enthielt die Vers du Ballet, gereimte Liedtexte vor allem. Hinzu kamen Kommentare, zu dem was getanzt und gesungen wurde, Erklärungen, Übersetzungen und Interpretationen. Angesichts der Häufigkeit von Schäferspielen in der ersten Hälfte des 17. Jahrhunderts, war das Livret der Schlüssel zum Verständnis der darin untergebrachten Metaphern.
Bei den Balletten Ludwigs XIII. hatte man begonnen, die Livrets zu unterteilen: ein beschreibender Teil, der die Handlung erläuterte, und ein Teil, der den Reimen über die beteiligten adeligen Persönlichkeiten gewidmet war. Zunächst ging es um Lob für die kriegerischen Erfolge des Erwähnten und um Galanterien für seine Begleiterin.
Eine gewisse Meisterschaft auf dem Gebiet erlangte Isaac de Benserade, der 30 Jahre seines Lebens überwiegend den Vers du Ballet widmete. Ging es darum, die Akteure zu beschreiben, zeichnete ihn eine Art durchschaubare Verschwiegenheit oder verfeinerte Taktlosigkeit aus. Ludwig XIV. schrieb 1697 zu Benserades Werkausgabe:

„Die Art, wie er in den Versen, die er zu Beginn Unserer Regentschaft für die Ballette machte, das Wesen der Persönlichkeiten, die tanzten, in das Wesen der Gestalten, die sie darstellten, überführte, war etwas von persönlichem Geheimnis, das er bei niemand abgeschaut hatte, und das ihm keiner nachmachte“

Den Schauspieler der dargestellten Gestalt angleichen, galt als „pointe“, ein Begriff aus der „preziosen“ Literatur, der das möglichst raffinierte Gleiten eines Ausdrucks vom wörtlichen Sinn in eine Metapher (oder umgekehrt) meint.
Unabhängig davon, ob ein Ballett nach freier Fantasie oder traditioneller Weise zusammengesetzt war, konnte sich dahinter doch ein komplexer Aufbau verbergen. Wo, diesen zu durchschauen, die Partitur nur halb weiterhalf, gelang es mit Benserades Livrets das Stück zu entschlüsseln.
Nebenbei hatten die Livrets auch eine propagandistische Wirkung: Wuchs vor einem angekündigten, neuen Divertissement die Spannung und wurde das Warten zur Geduldsprobe, erhielten insbesondere Mitglieder ausländischer Gesandtschaften vorab ein Livre du Ballet. Die Texte nahmen anschließend ihren Weg in die europäischen Hauptstädte und vermittelten die Prachtentfaltung am französischen Königshof.
Ein paar bürgerliche Theaterbesucher wurden von Molière und Jean-Baptiste Lully in ihrem Bourgeois gentilhomme parodiert. Darin hat das abschließende Ballet des Nations als erstes Entrée den Donneur de livre („Buchvertheiler“), worin die missliche Situation, ohne Büchlein zu sein, besungen wird:
„Ey wahrlich, ich verhehl’ es nicht,

Denn es behagt mir wahrlich nicht;

Daß man noch meiner Tochter nicht

Ein Büchlein reichte;

Daß all mein Bitten Niemanden erweichte.

Sie, die so sehr die Bücher liebt,

Weiß nun nicht, welch Ballet man gibt,

Und ist darüber sehr betrübt;

Sie möchte gern’ im Buche seh’n,

Was bei dem Tanze wird gescheh’n.“
Henry Prunières schrieb über diese Szene, sie sei vielleicht das Meisterstück des französischen Musiktheaters.